# جايل
جايل (الهند) المحدودة (جايل) (المعروفة سابقًا باسم هيئة غاز الهند المحدودة ) هي شركة تابعة لحكومة الهند. جايل هي أكبر شركة لمعالجة وتوزيع الغاز الطبيعي المملوكة للدولة في الهند. يقع مقرها في نيودلهي . وهي مؤسسة مملوكة للدولة لحكومة الهند ، تحت السيطرة الإدارية لوزارة البترول والغاز الطبيعي . وتتكون من قطاعات الأعمال التالية: الغاز الطبيعي والهيدروكربونات السائلة ونقل غاز البترول المسال والبتروكيماويات وتوزيع غاز المدينة والاستكشاف والإنتاج وجايلتل وتوليد الكهرباء . تم منح جايل حالة مهاراتنا في 1 فبراير 2013 ، من قبل حكومة الهند. تتمتع ثماني شركات أخرى فقط من القطاع العام (PSEs) بهذا الوضع المرغوب فيه بين جميع شركات القطاع العام المركزية. تم إدراجها في المرتبة 131 من بين العلامات التجارية الأكثر موثوقية في الهند وفقًا لتقرير تقرير ثقة العلامة التجارية 2014 ، وهي دراسة أجرتها تراست لاستشاري الأبحاث .

## روابط خارجية
- الموقع الرسمي